# Guldbaggegalan 2005
Den 40:e Guldbaggegalan, som belönade svenska filmer från 2004, sändes från Chinateatern, Stockholm den 24 januari 2005.

## Vinnare och nominerade
| Bästa film | Bästa regi |
| --- | --- |
| - Masjävlar – Lars Jönsson - Fyra nyanser av brunt – Caisa Westling - Så som i himmelen – Anders Birkeland och Göran Lindström | - Tomas Alfredson – Fyra nyanser av brunt - Maria Blom – Masjävlar - Kay Pollak – Så som i himmelen                              |
| Bästa manliga huvudroll | Bästa kvinnliga huvudroll |
| - Robert Gustafsson – Fyra nyanser av brunt - Johan Rheborg – Fyra nyanser av brunt - Michael Nyqvist – Så som i himmelen | - Maria Kulle – Fyra nyanser av brunt - Sofia Helin – Masjävlar - Frida Hallgren – Så som i himmelen                             |
| Bästa manliga biroll | Bästa kvinnliga biroll |
| - Ulf Brunnberg – Fyra nyanser av brunt - Joakim Lindblad – Masjävlar - Lennart Jähkel – Så som i himmelen | - Kajsa Ernst – Masjävlar - Ann Petrén – Masjävlar - Ingela Olsson – Så som i himmelen                                           |
| Bästa manuskript | Bästa foto |
| - Maria Blom – Masjävlar - Tomas Alfredson, Robert Gustafsson, Jonas Inde, Andres Lokko, Martin Luuk, Johan Rheborg och Henrik Schyffert – Fyra nyanser av brunt - Kay Pollak, Carin Pollak och Margaretha Pollak – Så som i himmelen      | - Jens Fischer – The Queen of Sheba's Pearls - Leif Benjour – Fyra nyanser av brunt - Harald Gunnar Paalgard – Så som i himmelen |
| Bästa dokumentärfilm | Bästa kortfilm |
| - Armbryterskan från Ensamheten – Lisa Munthe och Helen Ahlsson - Bagaren – Kristina Meiton - Gå loss – Magnus Gertten och Erik Bäfving | - Glenn, the Great Runner – Anna Erlandsson - Fragile – Jens Jonsson - Terrible Boy – Johan Jonason                              |
| Bästa prestation ljud | Bästa prestation bild |
| - Lasse Liljeholm och Eddie Axberg, för ljudet i The Queen of Sheba's Pearls | - Sofia Lindgren, för klippningen i Hip Hip Hora!                                                                                |
| Bästa utländska film | Hedersguldbaggen |
| - Återkomsten – Andrej Zvjagintsev - 21 gram – Alejandro González Iñárritu - Lost in Translation – Sofia Coppola | - Sickan Carlsson, skådespelare och sångerska                                                                                    |
| Ingmar Bergman-priset | |
| - Mikael Persbrandt för att "hylla en av Sveriges främsta skådespelare som har en sällsynt förmåga att förena konstnärlig auktoritet med gestaltande närvaro och som på ett kraftfullt och övertygande sätt ger liv åt vitt skilda roller" | |